# 금융 센터

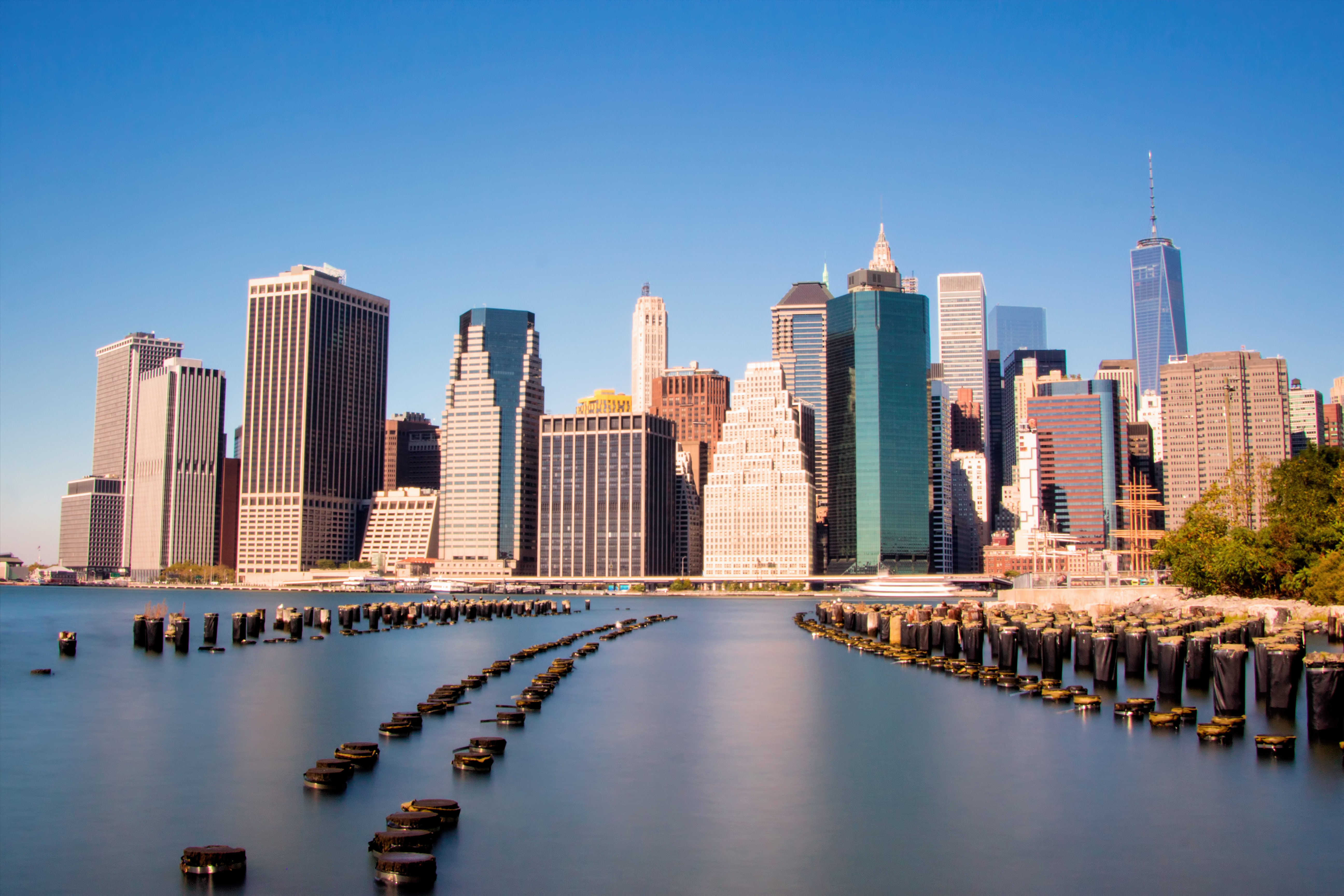
뉴욕 금융지구

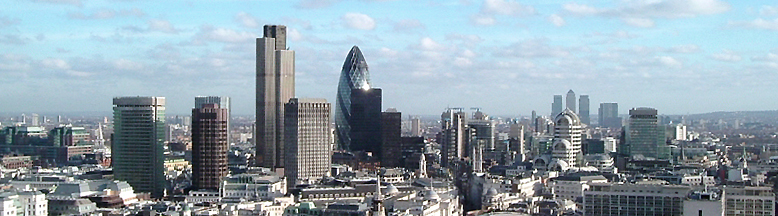
런던 금융지구

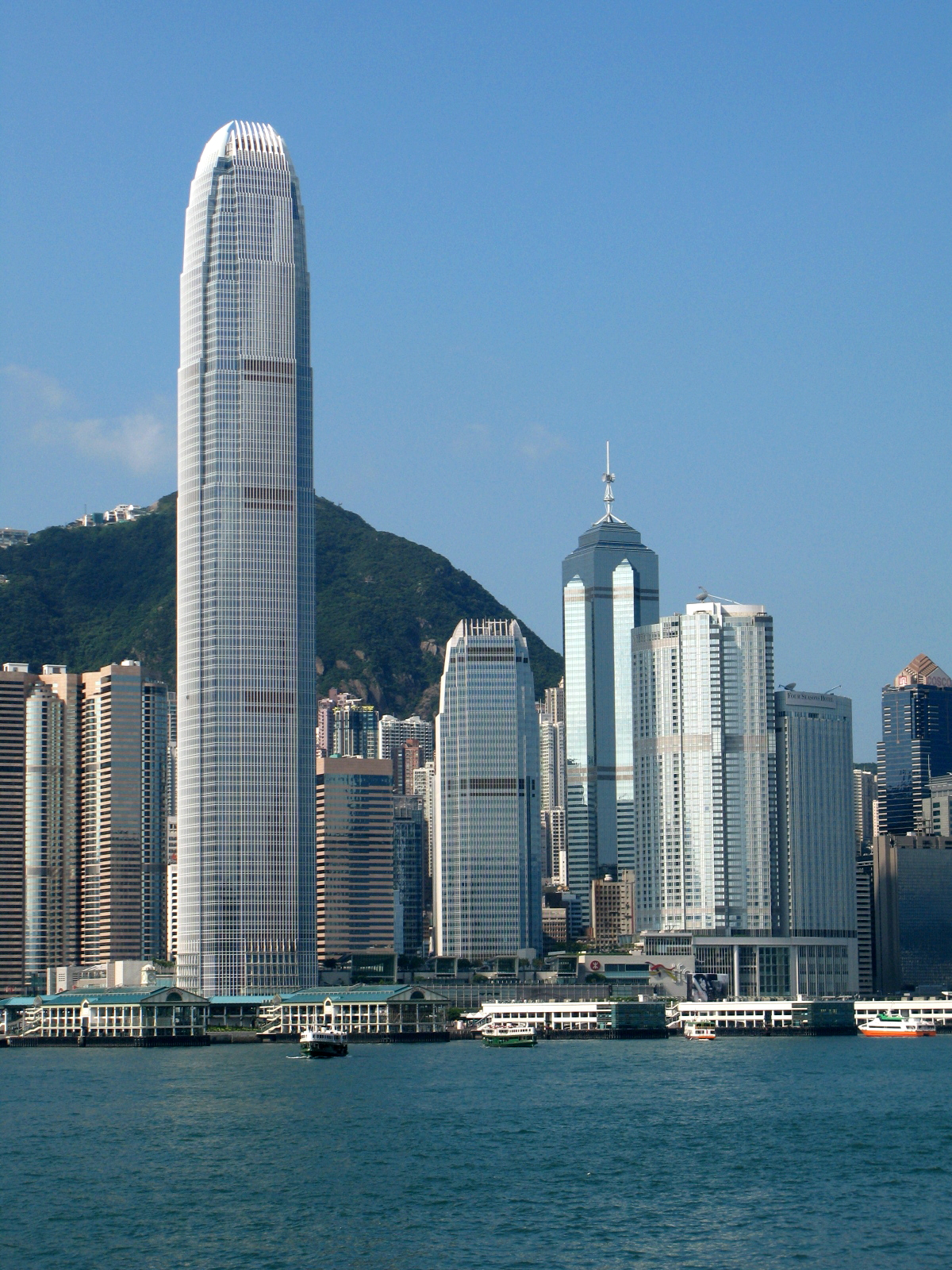
홍콩 금융지구

금융 센터(金融-, financial centre)는 은행, 증권 회사, 보험 회사 등 금융 산업에 있어 핵심적인 역할을 하는 시장, 도시, 지역을 말한다. 국제 금융 거래가 특히 활발하게 이루어지고 있다. 대표격으로 뉴욕, 런던, 상하이, 홍콩 등을 들 수 있다.

## 같이 보기
- 금융가
- 국제금융센터지수